# Judith Hauser

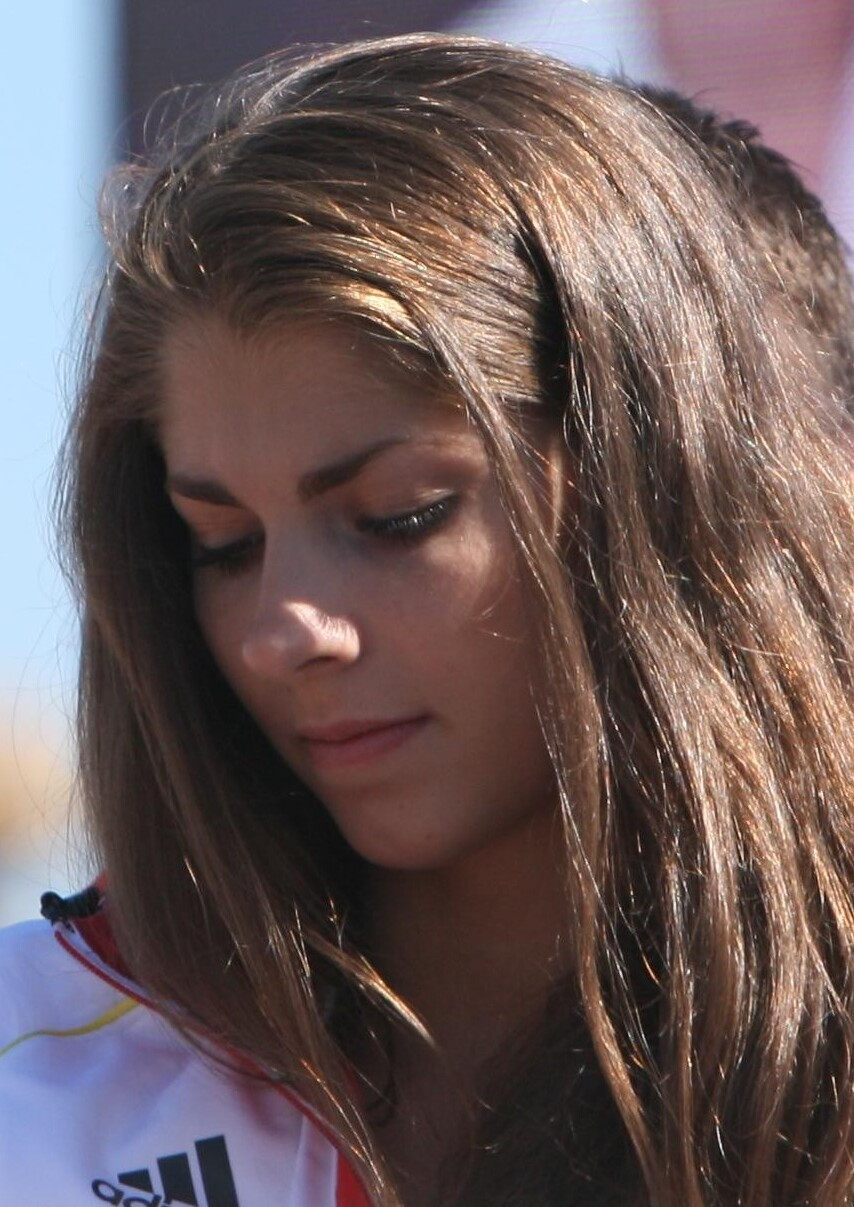
Judith Hauser beim Empfang der Olympioniken 2012 in Hamburg

Judith Hauser (* 23. September 1992 in Pforzheim) ist eine deutsch-ungarische Rhythmische Sportgymnastin.
Judith Hauser hat einen deutschen Vater und eine ungarische Mutter. Sie besitzt beide Staatsangehörigkeiten und startete zunächst für die ungarische Nationalmannschaft. Sie lebte zunächst in der Nähe von Budapest, wo sie mit der ungarischen Nationalgruppe trainierte. Mit dieser verpasste sie als 14. der Weltmeisterschaften in Montpellier die Olympischen Spiele. Deshalb wechselte sie 2012 zum deutschen Verband und ans DTB-Nationalmannschaftszentrum Fellbach-Schmiden (Bundesleistungszentrum für Rhythmische Sportgymnastik und Sportinternat). Die Schülerin startet für den TSV Schmiden und wird von Natalia Stsiapanava, Ekaterina Kotelikova und Vladimir Komkov trainiert. Hier war sie zunächst Ersatzfrau, kam aber für Regina Sergeeva an der Seite von Sara Radman, Cathrin Puhl, Mira Bimperling, Camilla Pfeffer und Nicole Müller bei den Europameisterschaften in Nischni Nowgorod zum Einsatz. Mit der Mehrkampf-Gruppe wurde sie dort Neunte. Für die Olympischen Spiele 2012 in London war wieder Sergeeva an der Seite von ihren Europameisterschafts-Kameradinnen vorgesehen und auch nominiert. Doch verletzte sie sich kurz vor den Spielen und Hauser rückte auf die vakante Position. Mit dem deutschen Team belegte sie den zehnten Rang.
Mit der neu formierten deutschen Gruppe, zu der neben Sara Radman nun auch Anastasia Kempf, Anastasija Khmelnytska, Daniela Potapova und Rana Tokmak gehörten, erreichte Judith Hauser 2013 bei den Weltmeisterschaften in Kiew Rang neun im Mehrkampf und Rang sieben im Keulenfinale.
Bei den Europameisterschaften 2014 in Baku wurde die Gruppe mit Hauser, Khmelnytska, Nicole Müller, Potapova und Tokmak elfte im Mehrkampf und achte im Finale mit zehn Keulen.

## Belege
1. ↑  Auf ein neues Nationalteam (Memento vom 6. März 2016 im Internet Archive) (Stuttgarter Nachrichten)
2. ↑  RSG-Gruppe: An Erfolge anknüpfen
3. ↑  Baku 2014 – 30th Rhythmic Gymnastics European Championships (Memento vom 14. Juli 2014 im Internet Archive) (PDF; 7,2 MB)

| Personendaten    | Personendaten                                 |
| ---------------- | --------------------------------------------- |
| NAME             | Hauser, Judith                                |
| KURZBESCHREIBUNG | deutsch-ungarische Rhythmische Sportgymnastin |
| GEBURTSDATUM     | 23. September 1992                            |
| GEBURTSORT       | Pforzheim                                     |